# 隐蛇属
隐蛇属（学名：Adelophis）是游蛇科下的一个属。

## 下属物种
本属包括以下物种：
- Adelophis copei Dugès, 1879
- Adelophis foxi Rossman & Blaney, 1968